# П'єтро Торре
П'єтро Торре (6 травня 2002, Ліворно, Італія) — італійський фехтувальник на шаблях, чемпіон світу.

## Виступи на Олімпіадах
| Олімпіада  | Дисципліна     | Місце |
| ---------- | -------------- | ----- |
| Париж 2024 | командна шабля | 5     |